# Квачхон (станция метро)
«Квачхон» (кор. 과천역) — подземная станция Сеульского метро на ветке Квачхон Четвёртой линии. Она представлена двумя боковыми платформами. Станция обслуживается корпорацией железных дорог Кореи (Korail). Расположена в квартале Пёрян-дон (адресː 2 Byeoryang-dong) города Квачхон (провинция Кёнгидо, Республика Корея). На станции установлены платформенные раздвижные двери.
Невзирая на название, станция не является главной станцией обслуживающей город Квачхон, следующая (Администрация Квачхона) является.
Пассажиропоток — 5 755 чел/день (на 2013 год).
Станция была открыта 1 апреля 1994 года.
Это одна из 8 станций ветки Квачхон (Gwacheon Line) Четвёртой линии, которая включает такие станцииː Сонбави, Сеул-Реискос-парк, Сеул-Гранд-парк, Квачхон, Административный комплекс Квачхона, Индоквон, Пёнчхон, Помке. Длина линии — 11,8 км.